# Frühlingstraße 9 (Bad Kissingen)

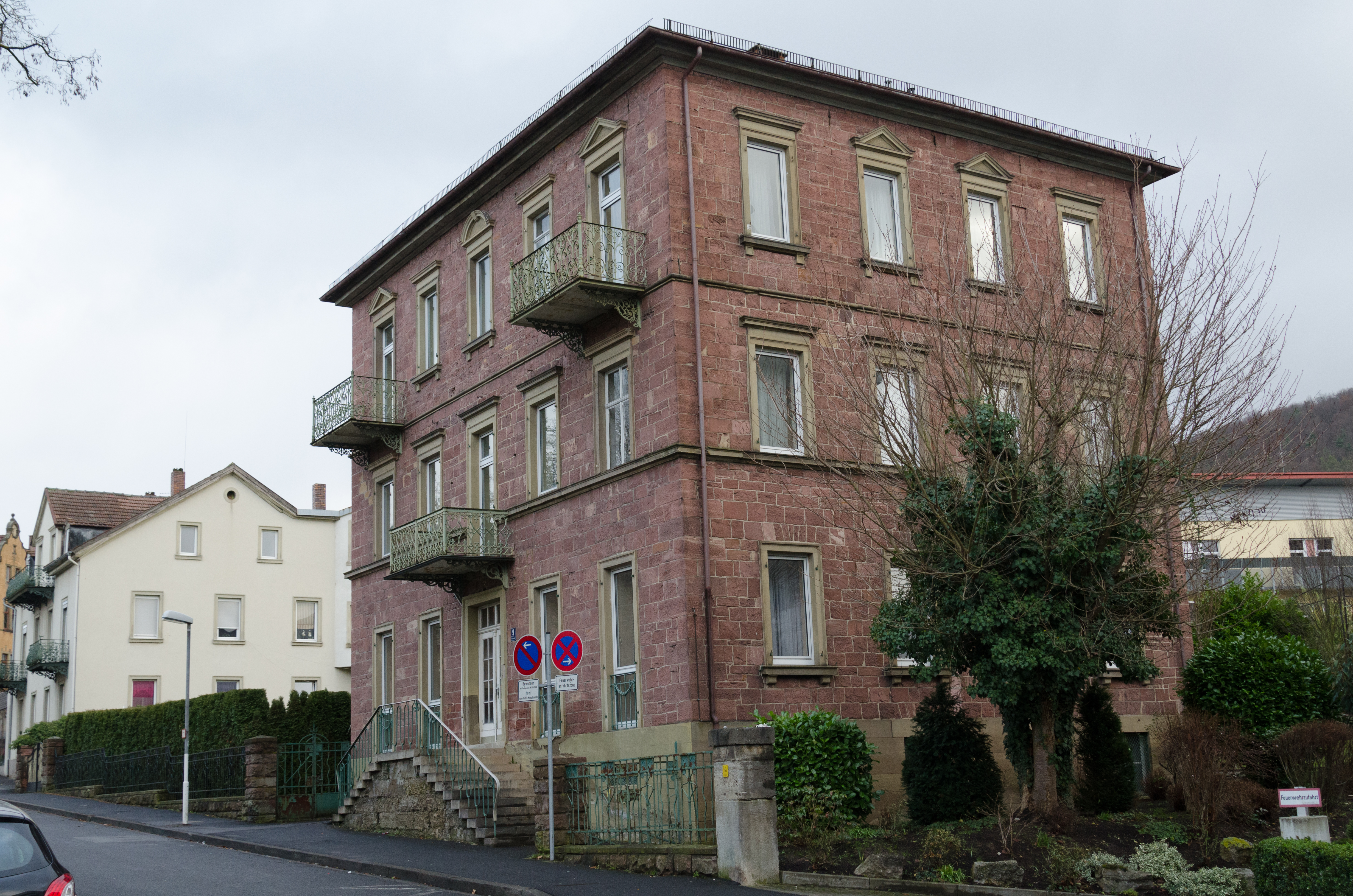
Frühlingstraße 9 in Bad Kissingen

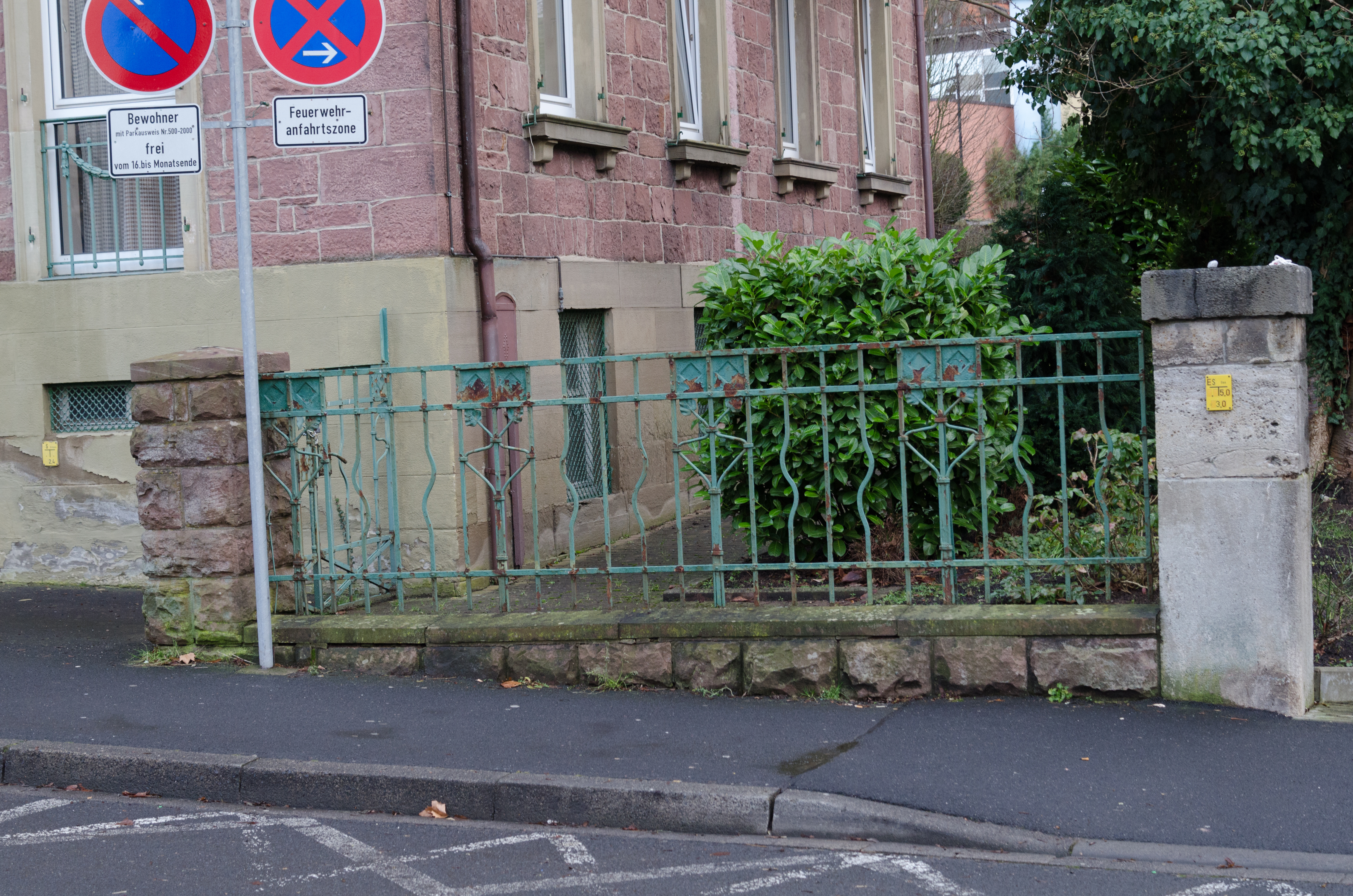
Einfriedung

Das Anwesen Frühlingstraße 9 in der Frühlingstraße in Bad Kissingen, der Großen Kreisstadt des unterfränkischen Landkreises Bad Kissingen, gehört zu den Bad Kissinger Baudenkmälern und ist unter der Nummer D-6-72-114-290 in der Bayerischen Denkmalliste registriert.

## Geschichte
Die historistische ehemalige Kurvilla wurde im Jahr 1873 vom Architekten B. Geiling errichtet. Bei dem Anwesen handelt es sich um einen ursprünglich zwei- und jetzt dreigeschossigen Sandsteinquaderbau mit Walmdach und Sandsteingliederung. Die zurückhaltend klassizisierende Villa gehört der landschaftsverbundenen Rotsandstein-Bauweise an. Im Jahr 1896 wurde die Villa um ein Geschoss auf die heutigen drei Geschosse aufgestockt.
Zu der Villa gehören – beide ebenfalls von Architekt Geiling errichtet – ein Nebengebäude aus dem Jahr 1885 sowie ein Rückgebäude mit Mansarddach aus dem Jahr 1906.
Bei der um 1905 entstandenen Vorgarteneinfriedung handelt es sich um bossierte Pfeiler mit Jugendstilgittern aus Gusseisen.